# إدوارد لوي (كاتب سيناريو)
إدوارد لوي (بالإنجليزية: Edward T. Lowe Jr.) (و. 1880 – 1973 م) هو كاتب سيناريو، ومنتج أفلام، ومونتير أمريكي، ولد في تينيسي، توفي في لوس أنجلوس، عن عمر يناهز 93 عاماً.

## وصلات خارجية
- إدوارد لوي على موقع IMDb (الإنجليزية)
- إدوارد لوي على موقع ألو سيني (الفرنسية)
- إدوارد لوي على موقع قاعدة بيانات الأفلام السويدية (السويدية)
- إدوارد لوي على موقع قاعدة بيانات الفيلم (الإنجليزية)
- إدوارد لوي على موقع كينوبويسك (الروسية)

- إدوارد لوي في قاعدة بيانات الأفلام على الإنترنت